# Inachus phalangium

Stenorhynchus phalangium, uno de los sinónimos del Inachus phalangium. Ilustración del siglo XIX de la colección Iconographia Zoologica propiedad de la Universidad de Ámsterdam.

El cangrejo araña fantasma o araña de mar de Leach (Inachus phalangium), es una especie de cangrejo que vive en muchas regiones marinas como el océano Atlántico o el mar Mediterráneo. Su tamaño es de hasta unos 2 cm de ancho, tiene diez extremidades que son más de tres veces la longitud del cuerpo. 
Es muy similar a otras especies del género Inachus y a veces también estas especies reciben el nombre de arañas de mar. Aunque la denominación arañas de mar es común a otros artrópodos como los Pycnogonida, ambos términos se confunden en ocasiones.

## Descripción
Los machos grandes pueden lograr un caparazón de forma triangular de un tamaño aproximado de 2 por 1.7 cm. La coloración del caparazón varía de pardo a amarillo rojizo. Tiene dos fuertes o robustas quelas (pinzas). El caparazón se estrecha hacia la parte frontal en forma de V y está habitualmente cubierto por algas, epibiontes, que dificultan poder identificarlos. El cangrejo I. phalangium se parece a la especie estrechamente relacionada Inachus dorsettensis, pero su caparazón tiene menos prominencias, su superficie es más regular.

Las arañas de mar (Inachus Fabr.) Su concha es ovalada, redonda por los lados i puntiaguda por delante: los ojos están pegados a esta especie de pico. Las antenas laterales están delante de los ojos, de figura de cerda, i las demas están en hoyitos debajo de este pico. 
(..) 
El segador (Cancer phalangium) algunos tubérculos encima del toras: dos espinas largas entre los ojos i los pies mui largos i delgados.
Georges Cuvier (1834)

Las hembras suelen ser sedentarias, estar alrededor de la misma anémona. Los machos durante la noche buscan hembras y cuando copulan, el macho fabrica una gelatina especial para sellar el semen de los machos que lo han precedido para que no se puedan mezclar. La hembra pone huevos durante todo el año.
Vive en la superficie de sustratos duros y blandos, a profundidades desde 5 a 11 m aunque pueden llegar a encontrarse a más de 50 m de la superficie del mar. Se encuentra habitualmente asociada con las anémonas marinas.

## Distribución
El artrópodo I. phalangium se ha encontrado viviendo en diferentes regiones marinas: en el océano Atlántico oriental,  el océano Ártico, el mar Báltico, África Occidental, las islas de Cabo Verde o el mar Mediterráneo.

## Ecología

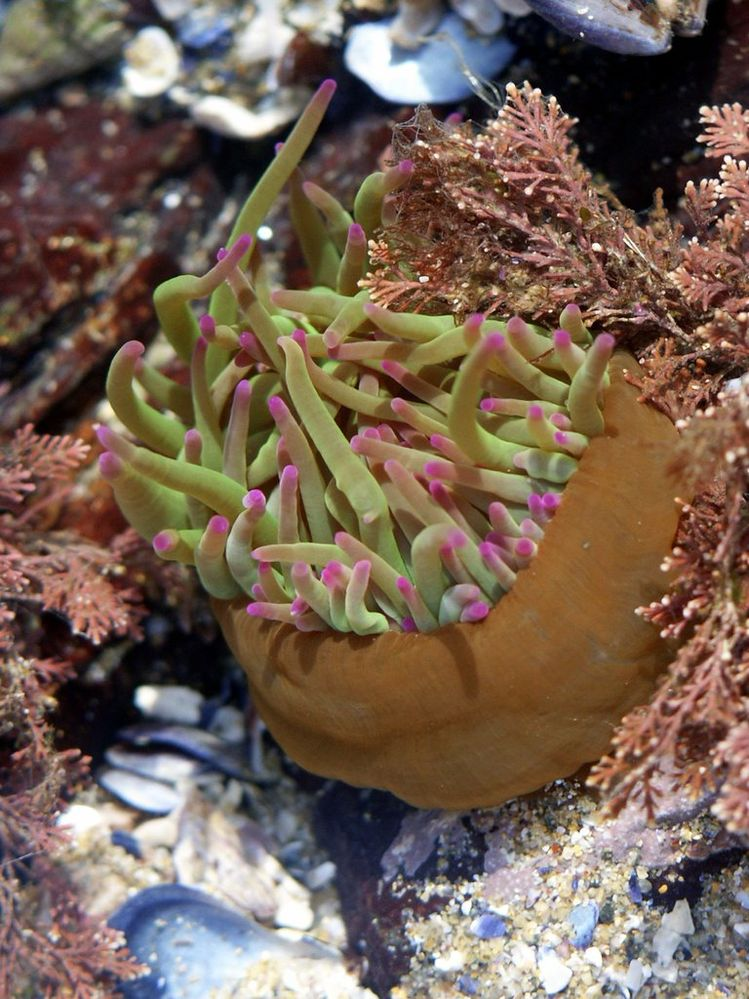
Foto de la Anemonia viridis o Anemonia sulcata.

Inachus phalangium es un organismo carnívoro que vive en comensalismo, es decir es comensal de las anémonas, habitualmente de Anemonia viridis o A. sulcata. Se estima que hasta dos tercios de estas anémonas están habitadas por este cangrejo araña. Su apego a esta anémona es bastante firme, excepto para la muda, para huir de especies más fuertes o para visitar otra anémona. No se conoce ningún efecto en Anemonia sulcata por tener la presencia de este cangrejo. Este, sin embargo, se beneficia de la protección frente a depredadores como la tortuga Eretmochelys imbricata gracias al efecto disuasivo del neurotóxico de los peligrosos tentáculos de la anémona. Gracias a estos, también se alimenta el cangrejo de los detritus, parásitos o de una capa superficial de mucus que posee la anémona marina.

## Taxonomía
La descripción científica más temprana de la araña de mar podría ser de Carl Linneo en una descripción del animal con el nombre de "Cancer tribulus" en la 12.ª edición de su Systema Naturae en 1767. Sin embargo, la descripción no era suficientemente precisa para poder identificar la especie. Aquel nombre es por tanto un nomen dubium, y fue suprimido por la Comisión Internacional de Nomenclatura Zoológica en 1964 a petición de Lipke Holthuis.
La primera descripción válida fue de Johan Christian Fabricius en su publicación de Cancer phalangium en su trabajo Systema Entomologiae de 1775. El nombre de Cancer phalangium se asignó oficialmente al nombrarse en la Lista Oficial de Nombres Concretos en Zoología.